# باولا سميث
باولا سميث (بالإنجليزية: Paula Smith)‏ مواليد 10 يناير 1957 في جلمود، كولورادو، الولايات المتحدة، هي لاعبة كرة مضرب أمريكية سابقة وكانت تلعب باليد اليمنى. أعلى تصنيف لها في الفردي كان المركز الـ 87 في سنة 1983. أعلى تصنيف لها في الزوجي كان المركز الـ 75 في سنة 1989.

## روابط خارجية
- باولا سميث على موقع رابطة محترفات التنس (الإنجليزية)
- باولا سميث على موقع الاتحاد الدولي لكرة المضرب (الإنجليزية)
- باولا سميث على موقع كأس بيلي جين كينغ (الإنجليزية)
- باولا سميث على موقع خلاصة التنس.كوم (الإنجليزية)